# Trận Cẩm Khê (1965)
Trận Cẩm Khê (1965) là trận đánh kết thúc Chiến dịch Hiệp Đức - Đồng Dương (1965). Trận cuối cùng này có sự tham gia giữa 2 Tiểu đoàn Quân Giải phóng miền Nam Việt Nam có phối hợp với du kích địa phương - và 1 Tiểu đoàn thủy quân lục chiến Hoa Kỳ. Tại đây Quân Giải phóng miền Nam Việt Nam đã giành chiến thắng và tiêu diệt được 1 Đại đội thủy quân lục chiến.

## Bối cảnh
Sau khi lực lượng Việt Nam Cộng hòa bị thảm bại trong Trận Đồng Dương, quân Mỹ đã phải hành quân giải nguy. Chủ trương của Bộ chỉ huy Chiến dịch là tránh để chủ lực của QGP đối đầu trực diện với quân Mỹ mà chờ thời cơ khi lính Mỹ hành quân về chủ quan, phòng bị sơ hở sẽ tiến công.
Quân Giải phóng nhận định trên đường từ Việt An về Quán Rường, quân Mỹ sẽ phải đi qua căn cứ Sơn Cẩm Hà và xã Phước Long. Đây là khu vực rừng núi rậm rạp, đường quanh co, nhiều dốc, địa hình phức tạp, nên quân Mỹ rất cảnh giác và có khả năng dùng pháo binh yểm trợ để mở đường. Sau khi đi hết cung đường hiểm trở ra đến Cẩm Khê lại là khu vực có cánh đồng rộng lớn, thông thoáng, hai bên đường thưa dân, cố khả năng lính Mỹ sẽ có tâm lý chủ quan sau nhiều ngày mệt mỏi trong rừng sâu núi thẳm, tạo điều kiện để QGP phục kích tấn công. Mặt khác cũng có thể nơi Quân đội Hoa Kỳ dùng máy bay trực thăng đón quân nhân về sân bay Chu Lai mà không phải hành quân bộ trên quãng đường xa thêm nữa.

## Diễn biến
Quân Giải phóng đã dàn sẵn đội hình từ ngày 17-12-1965. Tới sáng ngày 18-12-1965 thì 1 Tiểu đoàn thủy quân lục chiến Mỹ xuất hiện từ ngả Phước Long qua Eo Gió mà không gặp bất kỳ khó khăn nào. Tới 11h Đại đội tiên phong của Quân đội Hoa Kỳ bắt đầu ra khỏi chợ Cẩm Khê chừng 300 mét liền bị tổ trọng liên, trung liên, đại liên của Quân Giải phóng tấn công tiêu diệt. Tàn quân còn lại vẫn còn sống sót, rút lui báo động 2 Đại đội Mỹ đi giữa chiến đấu tiếp. Tuy nhiên, Quân Giải phóng tiến hành đánh thọc sườn 2 đại đội này và khóa đuôi Đại đội đi cuối. Tới 13h30, Quân Giải phóng miền Nam Việt Nam tiến hành đánh dứt điểm số lượng lính Mỹ còn đang co cụm trong chợ Cẩm Khê và kết thúc trận đánh. Sau khi QGP rút quân, Quân đội Mỹ cử máy bay trực thăng đến chuyển số linh gặp thương vong về căn cứ